# فرودگاه راک
فرودگاه راک  (به انگلیسی: Rock Airport) (به زبان بومی: West Penn Airport) یک فرودگاه همگانی بهره‌برداری هوایی است که یک باند فرود آسفالت دارد و طول باند آن ۱۰۸۲ متر است. این فرودگاه در کشور ایالات متحده آمریکا قرار دارد و در ارتفاع ۳۴۳ متری از سطح دریا واقع شده است.